# بوسکری
بوسکری (به لاتین: Buskri) یک منطقهٔ مسکونی در روسیه است که در شهرستان داخادایفسکی واقع شده‌است.